# Jelena Wladimirowna Boldyrewa

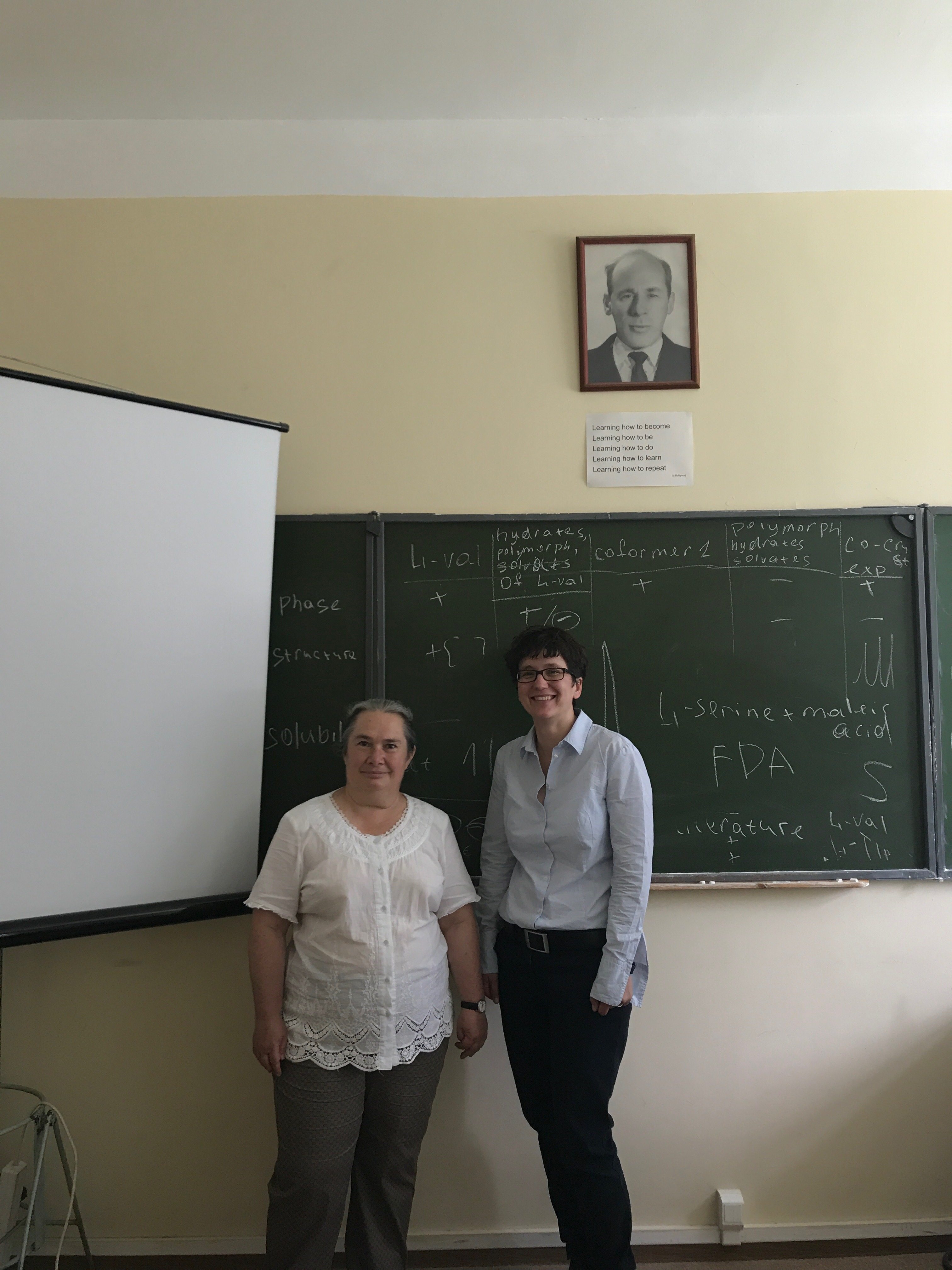
Jelena Wladimirowna Boldyrewa (links) und Franziska Emmerling (Bundesanstalt für Materialforschung und -prüfung) während eines Treffens in Nowosibirsk 2018

Jelena Wladimirowna Boldyrewa (russisch Елена Владимировна Болдырева; * 4. Februar 1961 in Tomsk) ist eine sowjetisch-russische Festkörperchemikerin und Hochschullehrerin.

## Leben
Boldyrewas Vater war der Chemiker Wladimir Wjatscheslawowitsch Boldyrew, der an der Universität Tomsk und am Polytechnischen Institut Tomsk arbeitete und 1963 zum Institut für chemische Kinetik und Verbrennung der Sibirischen Abteilung (SO) der Akademie der Wissenschaften der UdSSR (AN-SSSR, seit 1991 Russische Akademie der Wissenschaften (RAN)) im Nowosibirsker Akademgorodok wechselte. Nach dem Abschluss am Lawrentjew-Lyzeum Nr. 130 in Nowosibirsk 1977 mit einer Goldmedaille studierte Boldyrewa an der Universität Nowosibirsk (NGU) mit Abschluss 1982 in der Fachrichtung Festkörperchemie am Lehrstuhl für Physikalische Chemie.
Seit 1980 arbeitete Boldyrewa im Nowosibirsker Institut für Festkörperchemie und Mechanochemie der SO der AN-SSSR. Ab 1982 lehrte sie an der NGU neben ihrer Forschungstätigkeit. 1988 verteidigte sie ihre Dissertation für die Promotion zur Kandidatin der chemischen Wissenschaften.
Ein Forschungsschwerpunkt Bodyrewas wurde das Materialverhalten unter extremen Bedingungen (hohe Drücke, niedrige Temperaturen). 1990 war sie Gastprofessorin an der Universität Hannover bei Hermann Schmalzried. 1995–1998 war sie Stipendiatin der Alexander-von-Humboldt-Stiftung. Sie führte infrarotspektroskopische Untersuchungen an der Universität Marburg bei Friedrich Hensel durch. Weitere Schwerpunkte wurden die Photokristallographie und die Physikalische Pharmazie. Als Royal Society Fellow arbeitete sie an der University of Durham. Sie benutzte Monte-Carlo-Simulationen für die Untersuchung von Festkörperreaktionen.
2000 verteidigte Boldyrewa ihre Doktor-Dissertation für die Promotion zur Doktorin der chemischen Wissenschaften. 2003 wurde sie zur Professorin ernannt. Seit 2004 leitet sie den Lehrstuhl für Festkörperchemie der NGU.
2008–2014 war Boldyrewa Mitglied des Exekutivkomitees der International Union of Crystallography und 2012–2013 Mitglied des Rats für Bildung beim Präsidenten der Russischen Föderation. Sie ist Mitglied der Deutschen Gesellschaft für Kristallographie. Sie übersetzte Jean-Marie Lehns Supramolecular Chemistry – Concepts and Perspectives (Wiley-VCH, Weinheim 1995, ISBN 978-3-527-29311-7) ins Russische. 2017 wurde sie ausländisches Mitglied der Slowenischen Akademie der Wissenschaften und Künste. Seit 2018 ist sie Mitglied der Academia Europaea. Sie ist Mitherausgeberin der Acta Crystallographica, des International Union of Crystallography Research Journal, der CrystEngComm und des Journal of Thermal Analysis and Calorimetry.
2018 wurde Boldyrewa führende wissenschaftliche Mitarbeiterin des Laboratoriums für zukunftsorientierte Methoden der Synchrotronforschung des Boreskow-Instituts für Katalyse der SO der RAN im Nowosibirsker Akademgorodok.

## Ehrungen, Preise
- Preis der European Society for Applied Physical Chemistry (2007)[3]
- Ehrendoktorin der University of Edinburgh (2017)[12]